# WTA German Open 1990
Il WTA German Open 1990 è stato un torneo di tennis giocato sulla terra rossa.
È stata la 78ª edizione del German Open, che fa parte della categoria Tier I nell'ambito del WTA Tour 1990.
Si è giocato al Rot-Weiss Tennis Club di Berlino in Germania dal 14 al 20 maggio 1990.

## Campionesse

### Singolare
Monica Seles ha battuto in finale  Steffi Graf con il punteggio di 6–4, 6–3.

### Doppio
Nicole Bradtke /  Elna Reinach hanno battuto in finale  Hana Mandlíková /  Jana Novotná con il punteggio di 6–2, 6–1.